# آندری باربولسکو
آندری باربولسکو (رومانیایی: Andrei Bărbulescu; ۱۶ اکتبر ۱۹۰۹ – ۳۰ ژوئیهٔ ۱۹۸۷) بازیکن فوتبال اهل رومانی بود.
وی همچنین در تیم ملی فوتبال رومانی بازی کرده‌است.